# Ефрат (приток Кельмы)
Ефрат — река в России, протекает в Верхнекетском районе Томской области и Енисейском районе Красноярского края. Устье реки находится в 112 км по правому берегу реки Кельма. Длина реки составляет 11 км. Течёт в общем южном направлении по лесистой местности.

## Данные водного реестра
По данным государственного водного реестра России относится к Верхнеобскому бассейновому округу, водохозяйственный участок реки — Кеть, речной подбассейн реки — бассейн притоков (Верхней) Оби от Чулыма до Кети. Речной бассейн реки — (Верхняя) Обь до впадения Иртыша.